# Fernando Arias (artista)
Fernando Arias (Armenia, Colombia, 1963) es un artista colombiano que estudió Publicidad y Mercadeo en Colombia y luego continuó su educación universitaria en Londres. Se desempeña como artista desde la década de 1990 y ha recibido reconocimientos y becas tanto en su país como fuera de él. Sus temáticas artísticas se relacionan con «la identidad y la sexualidad, así como problemas sociales relacionados con la construcción de nación y de relaciones de poder en situaciones de conflicto».

## Formación académica
Arias se graduó en Publicidad y Mercadeo en la Universidad Jorge Tadeo Lozano de Bogotá en 1987. A partir de 1988 se radicó en Londres, donde estudió Diseño Gráfico con especialización en Computación Gráfica en la Guildhall School of Music and Drama. En la actualidad su vida y su trabajo se dividen entre Colombia e Inglaterra.

## Obra

### Década de 1990

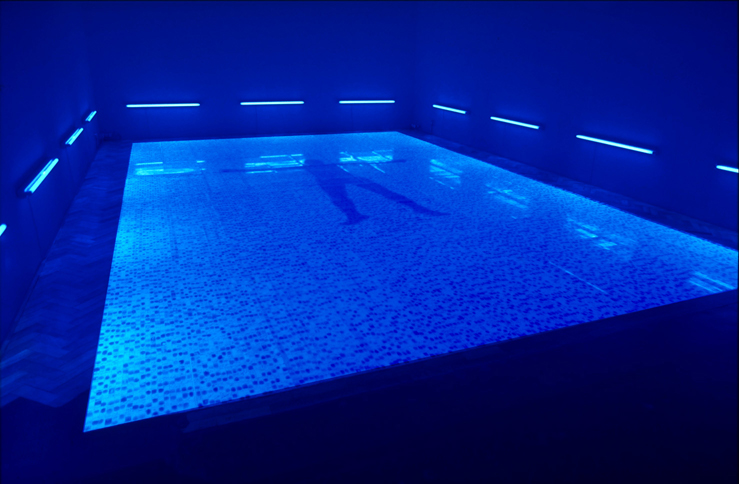
Seropositivo (1994)

En 1992 Fernando obtuvo una beca otorgada por el Ministerio de Cultura por el trabajo en el que plantea la trilogía SIDA - sociedad. Este proyecto se compone de tres instalaciones asociadas entre sí al tema VIH/sida, tema que para entonces se encontraba en auge y enfrentaba la moral de las personas respecto a temas como la sexualidad, la enfermedad y la muerte. La primera de estas instalaciones fue Análisis (1992), expuesta en el Museo de Arte de la Universidad Nacional, la segunda fue Cuarto frío (1993), que se presentó durante el XXXV Salón Nacional de artistas, instalación a la cual le otorgaron el premio joven. La última instalación de esta serie fue Seropositivo (1994). Seropositivo se expuso en el MAMBO, allí tuvo una gran acogida por la crítica en general, gracias a lo cual saltó a escenarios internacionales de Cuba y Francia, entre otros. Esta trilogía de instalaciones estaba asociada a ciertos prejuicios y a una población marginal; sin embargo, cada una de ellas acercaba a las personas a esta realidad y buscaba concientizar acerca de la condición de aislamiento y soledad a la que se ven enfrentadas las personas que padecen del virus. De hecho, Arias desarrolló relaciones afectivas con personas en estado terminal debido a esta enfermedad para desarrollar su obra.

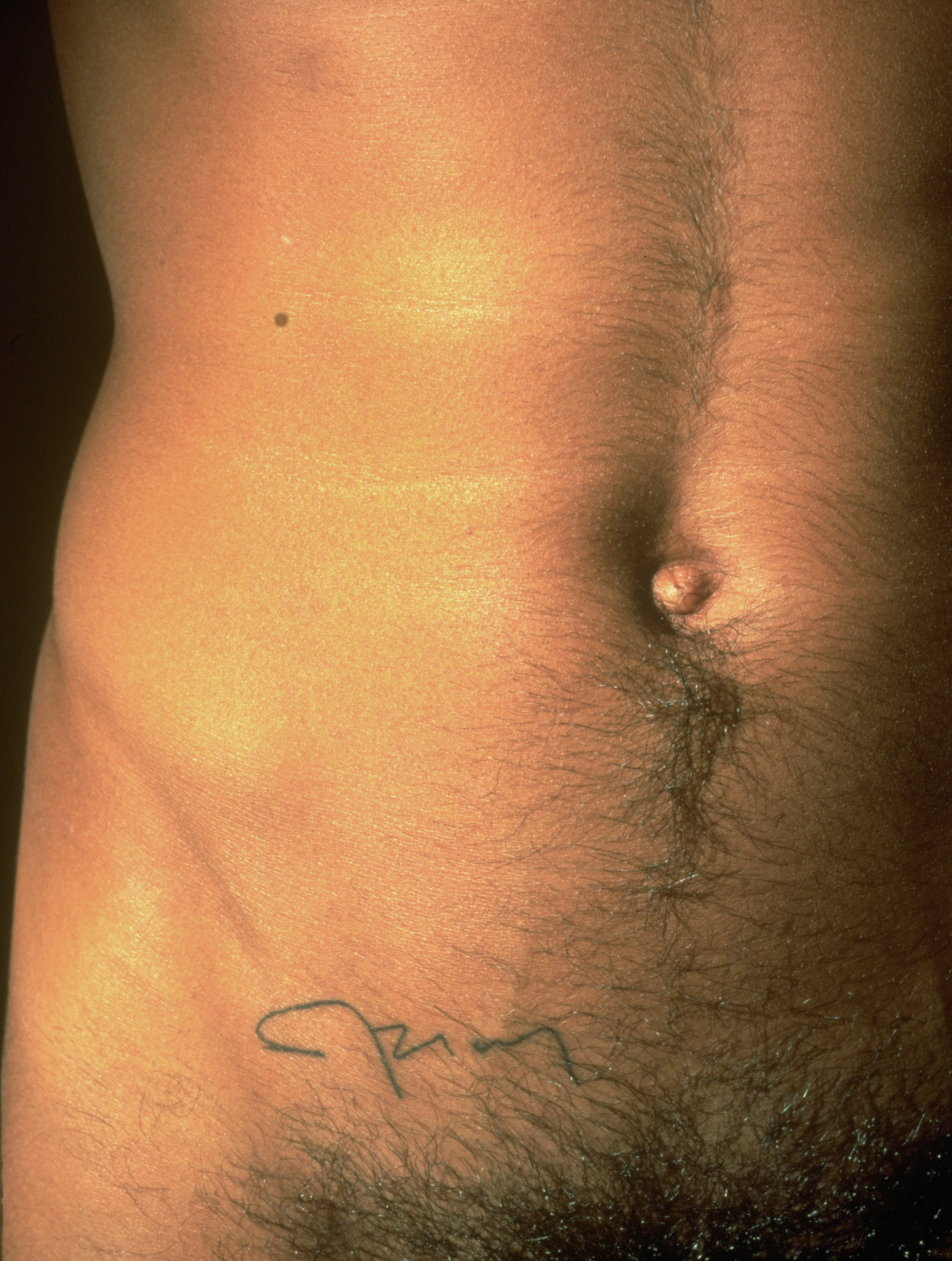
Quién da más? (1997)

Más adelante, Arias decide escribir su propia historia partiendo de la necesidad de cerrar un ciclo, en donde decide revisar su trabajo previo y recopilarlo en una publicación. Esta incluye obras como ¿Quién da más? (1997) que pone en tensión el rol del artista que se vende a sí mismo, en este caso, tomado de manera muy literal, debido a que Arias decide subastar el fragmento de piel con el tatuaje de su propia firma. Esta obra buscó reflejar la crisis del arte, en la cual el artista debe vender su propio cuerpo e incluso fue comparada con El mercader de Venecia de Shakespeare, debido al gesto de vender la propia carne. El valor de la obra sustentado por la identidad del artista, la necesidad de vender y el uso de su propio cuerpo como soporte, cuestionan las dinámicas con las cuales se establece el mercado del arte.

### Década del 2000
La Casa Daros adquirió cuatro obras de Arias: las ya citadas ¿Quién da más? (1997) y La historia de Arias (1998), junto con otras dos. La primera de ellas, Ataúd de lego (2000), consiste en un ataúd a escala hecho con fichas de lego de los colores de la bandera de Colombia y una línea blanca que representa una línea de cocaína e indica la causa de las muertes. La segunda, Crisi's (2004), es una escultura en bronce del logotipo que se utilizó para promocionar la subasta de la obra del tatuaje, que a su vez se apropia del logotipo de la casa de subastas Christi´s y cambia su leyenda por la palabra «Crisis». En 2013, Daros organizó una exposición en Río de Janeiro llamada Cantos cuentos colombianos, donde se exhibía Ataúd de lego.
En el 2008 Fernando Arias realizó la obra Humanos derechos. La obra se compone de cuatro videos que muestran a cuatro personajes actores del conflicto colombiano —militar, paramilitar, guerrillero y campesino— que se despojan de sus armas y se desnudan lentamente. Fue interpretada como la aplicación de los derechos humanos a los conflictos armados en Colombia y como una búsqueda de una solución pacífica basada en el respeto y en la paz.

### Década del 2010
Siguiendo el concepto de País para quién (Mapa Teatro, 2009), Arias se propuso la recreación de un palacio del poder con alusiones escatológicas y obras referentes al miedo, la religión, la represión al libre desarrollo sexual y el silenciamiento a los defensores de causas sociales y medioambientales. Por eso, en el 2012 realizó El país de los demás para la galería NC Arte, donde abordó el problema del territorio y establece un conflicto en el que la identidad nacional se ve comprometida por las riquezas de su subsuelo que son de interés para distintas multinacionales. Esta condición genera que el territorio sea comprendido como mercancía y, por lo tanto, lo pone en venta; en el mismo sentido, las obras presentes en esta exposición aluden a los símbolos patrios como bienes de consumo. De hecho, en la muestra, se presenta un mural con la palabra «Columbia» escrita con la tipografía de Coca Cola a la manera de Antonio Caro que hace referencia a la situación del país. En palabras de Arias: «Columbia es rico en petróleo, carbón y oro entre muchos recursos. Tan rico que en la actualidad el 40% del territorio colombiano está concesionado o solicitado por empresas nacionales y multinacionales para realizar proyectos de extracción de minerales e hidrocarburos»; por eso, según la curadora de la muestra, María Belén Sáez de Ibarra, busca retratar «una Colombia que parece siempre dispuesta para entregarse sin reparos al más mediocre y mezquino de los precios». Entre algunas de las piezas se encontraban esculturas con la palabra SALE (apropiación de la tipografía y diseño de la escultura LOVE de Robert Indiana) pintadas con los colores de la bandera colombiana, una pequeña escultura bañada en oro con piedras preciosas incrustadas que reproduce el relieve de las tres cordilleras y el escudo nacional colombiano.

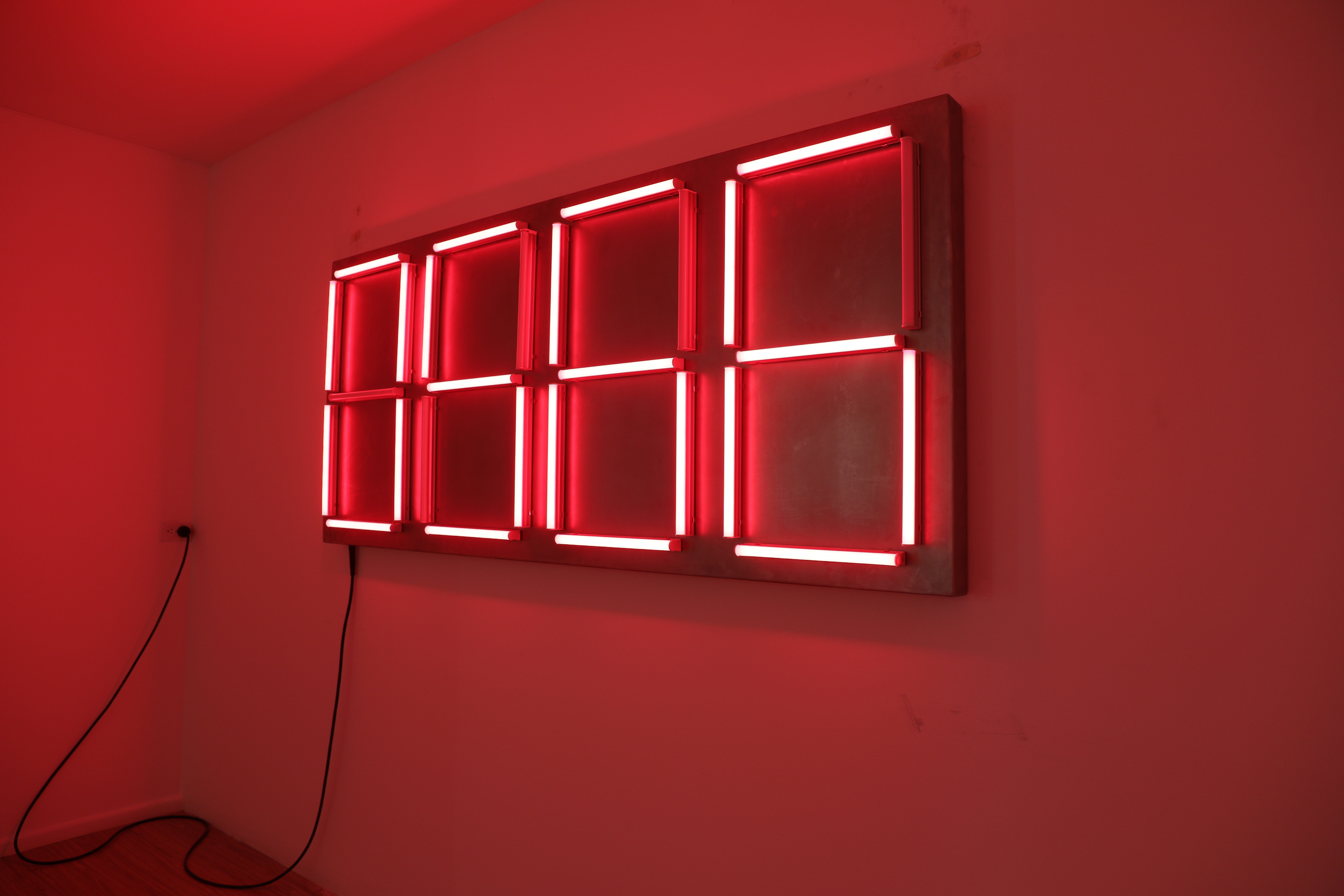
0566 Contador de victimas (2019)

0566 (Contador de víctimas) fue una exposición llevada a cabo en Foro.space en el año 2019, y aborda la actual problemática del asesinato de líderes sociales. La exposición se configuró a partir de un gran tablero de luces led, que para el momento de la inauguración mostraba el número 0566 que refería la cifra de asesinatos desde la firma del acuerdo de paz con las FARC hasta la fecha de inauguración.

## Más Arte Más Acción
Más Arte Más Acción es una fundación sin ánimo de lucro que se encuentra activa desde el año 2011 y fue constituida por Fernando Arias junto a Jonathan Colin con el propósito de generar proyectos artísticos en colaboración con personas de diferentes disciplinas. Fue financiada por la Fundación Príncipe Claus y Arts Collaboratory. Sus procesos están encaminados a tratar temas sociales y medioambientales, razón por la cual en bastantes ocasiones involucran a comunidades de la región Pacífica. El proyecto fue concebido para producir pensamiento crítico acerca del arte, la ciencia, el territorio, la conservación y la sostenibilidad del medio ambiente.

## Reconocimientos
En 1994 recibió el Premio Nacional de Arte en Colombia. Su trabajo se ha exhibido a nivel internacional. Participó en eventos internacionales como ARCO´97 (Madrid), InSITE 97 en la frontera de México y Estados Unidos, y en la V y VIII Bienal de La Habana (Cuba) y el MDE15 en Medellín, en 1999 representó a Colombia en la 48° Bienal de Venecia. Ha expuesto individualmente en Contemporary Art Gallery (Canadá), Galería Eduardo Fernandes (Brasil), East Central Gallery (Londres), Galería NC Arte y Foro.space (Colombia), entre otras. Su obra se encuentra en colecciones públicas del Museo Nacional de Colombia, Daros Latinoamérica (Suiza), Victoria and Albert Museum (Londres), Museo de Arte Moderno de Bogotá, Universidad de Essex (Inglaterra), Museo de Arte Contemporáneo (San Diego, USA), Vancouver Art Gallery (Canadá) y la Colección de Arte del Banco de la República (Bogotá).